# Aivaras Baranauskas
Aivaras Baranauskas (* 6. April 1980 in Alytus) ist ein ehemaliger litauischer Radrennfahrer.

## Karriere
Bei den Olympischen Sommerspielen 2004 in Athen wurde Aivaras Baranauskas zusammen mit Linas Balčiūnas, Tomas Vaitkus und Raimondas Vilčinskas Achter in der Mannschaftsverfolgung auf der Bahn. 2005 gewann er das Straßenrennen der litauischen Meisterschaft. Ab 2006 fuhr er für das französische Professional Continental Team Agritubel. Er wurde einmal Etappendritter bei der Mittelmeer-Rundfahrt und Etappenzweiter bei der Hessen-Rundfahrt.
2008 beendete Baranauskas seine Radsportlaufbahn.

## Erfolge
2001
- Bahneuropameisterschaft (U23) – Mannschaftsverfolgung (mit Tomas Vaitkus, Vytautas Kaupas und Sergejus Apionkinas)

2004
- Bahnrad-Weltcup in Moskau – Mannschaftsverfolgung (mit Linas Balčiūnas, Tomas Vaitkus und Raimondas Vilčinskas)
- eine Etappe Bulgarien-Rundfahrt

2005
- Litauischer Meister – Straßenrennen
- Grand Prix de la ville de Pérenchies

## Teams
- 2005 Agritubel (ab 01.08. Staigiare)
- 2006 Agritubel
- 2007 Agritubel
- 2008 Roubaix Lille Métropole
- 2009 EC Raisme Petite Forêt
- 2010 Team Worldofbike.Gr (bis 30.04.)